# Pteris micracantha
Pteris micracantha är en kantbräkenväxtart som beskrevs av Edwin Bingham Copeland. Pteris micracantha ingår i släktet Pteris och familjen Pteridaceae. Inga underarter finns listade.